# Holler If Ya Hear Me
«Holler If Ya Hear Me» es una canción de 2Pac, de su segundo álbum en solitario, Strictly 4 My N.I.G.G.A.Z.. Fue el primer sencillo lanzado del álbum en 1993. La canción, que utiliza un sample del tema "Rebel Without a Pause" de Public Enemy, es un himno de la resistencia. Las frustraciones de la pobreza de los afroamerianos, la injusticia policial, y la propia persecución sobre Tupac por parte de figuras políticas como Dan Quayle, son el tema principal de la canción. La ambición, el ir armado y la actitud inconformista son los métodos fundamentales para combatir dichos problemas, y el coro lleva a los oyentes en concordia a participar en el movimiento.

## Éxito
La canción no entró en la lista Hot 100 de Billboard. El contenido polémico del sencillo complicó su comercialización e incluso la entrada en las radios urbanas, por lo que se convirtió en una de las canciones de menos éxito comercial de Tupac. Sin embargo, poco después del lanzamiento de "Holler If Ya Hear Me", Interscope lanzó los sencillos y videos de "I Get Around" y "Keep Ya Head Up", respectivamente. Estas dos canciones se convirtieron en grandes éxitos para Tupac durante el año y compensó la falta de éxito comercial del primer sencillo.

## Samples
- "Atomic Dog" de George Clinton
- "Get Off Your Ass and Jam" de Funkadelic
- "Do It Any Way You Wanna" de People's Choice
- "I Heard It Through the Grapevine" de Roger Troutman
- "Rebel Without a Pause" de Public Enemy

- Datos: Q780306